# Weldon Spring Heights
Weldon Spring Heights é uma cidade  localizada no estado americano de Missouri, no Condado de St. Charles.

## Demografia
Segundo o censo americano de 2000, a sua população era de 79 habitantes.
Em 2006, foi estimada uma população de 74, um decréscimo de 5 (-6.3%).

## Geografia
De acordo com o United States Census Bureau tem uma área de
0,2 km², dos quais 0,2 km² cobertos por terra e 0,0 km² cobertos por água.

## Localidades na vizinhança
O diagrama seguinte representa as localidades num raio de 12 km ao redor de Weldon Spring Heights.